# Montoro Inferiore
Montoro Inferiore ist ein Ort und war eine italienische Gemeinde in der Provinz Avellino in der Region Kampanien. Die Gemeinde war Teil der Comunità Montana Irno – Solofrana. Ortsheiliger ist Nikolaus von Tolentino. Montoro Inferiore gehört seit 2013 zur Gemeinde Montoro. Der Ort liegt auf einer Höhe von 190 m. s. l. m.

Das Wappen der ehemaligen Gemeinde

Montoro Inferiore schloss sich am 3. Dezember 2013 mit Montoro Superiore zur neuen Gemeinde Montoro zusammen. Die Gemeinde hatte am 31. Dezember 2013 10.617 Einwohner auf einer Fläche von 19,49 km². Die Nachbargemeinden waren Bracigliano (SA), Contrada, Fisciano (SA), Forino, Mercato San Severino (SA) und Montoro Superiore. Zur Gemeinde gehörten die Fraktionen Borgo, Figlioli, Misciano, Piano, Piazza di Pandola, Preturo, San Bartolomeo und San Felice.